# Ferrières-la-Verrerie

Ferrières-la-Verrerie este o comună în departamentul Orne, Franța. În 1 ianuarie 2022 avea o populație de 148 de locuitori.